# Partido Comunista de Uzbekistán
El Partido Comunista de Uzbekistán ( en uzbeko: Oʻzbekiston kommunistik partiyasi, en ruso: Коммунистическая партия Узбекистана) es un partido político uzbeko fundado en 1994. No se encuentra registrado oficialmente. Se considera a sí mismo como el único y verdadero sucesor del Partido Comunista de la República Socialista Soviética de Uzbekistán (parte del PCUS), aunque el 1 de noviembre de 1991, este se transformó en el Partido Democrático Popular de Uzbekistán (XDP). Inmediatamente después de su creación, los activistas del partido intentaron registrar oficialmente el partido en Uzbekistán, pero en respuesta, el registro del Partido Comunista de Uzbekistán fue rechazado y el partido fue efectivamente prohibido en todo Uzbekistán. Muchos activistas y miembros del partido fueron perseguidos por las autoridades, y una gran cantidad de ellos se vieron obligados a huir del país, principalmente a Rusia. El fundador y líder permanente (primer secretario) del partido es Kakhraman Makhmudov.

## Historia
No registrado oficialmente, el OʻzKP se considera el único y verdadero sucesor del Partido Comunista de la República Socialista Soviética de Uzbekistán (como parte del PCUS ), aunque el 1 de noviembre de 1991, el antiguo Partido Comunista se transformó en el Partido Democrático Popular de Uzbekistán ( PDPU). Inmediatamente después de su creación, los activistas del partido intentaron registrar oficialmente el partido en Uzbekistán, pero en respuesta, el registro del Partido Comunista de Uzbekistán fue rechazado y el partido fue realmente prohibido en todo Uzbekistán y proscrito. Muchos activistas y miembros del partido fueron perseguidos por las autoridades uzbecas y muchos se vieron obligados a huir del país, principalmente a Rusia . El fundador y líder permanente (primer secretario) del partido es Kaxramon Mahmudov.
A pesar de la persecución, el movimiento comunista no se detuvo en Uzbekistán. En 1996, comenzó a existir un círculo prorruso en Taskent, que extraoficialmente se llamó Movimiento de los Comuneros. El círculo se dedicó a la "investigación teórica", rescató la literatura comunista, socialista y marxista-leninista descartada de las bibliotecas estatales, envió a uno de sus miembros a Rusia para promover la "revolución comunista". En octubre de 1999, se publicó en Moscú el único número del periódico samizdat "Dvikom". A principios de la década de 2000, la conexión entre el Movimiento de los Comuneros y las personas rusas de ideas afines se debilitó y posteriormente cesó. La composición y estructura del círculo sufrió grandes cambios y en 2001 el círculo se transformó en la "Unión Comunista de Tashkent". En el verano de 2002, TashKomSoyuz comenzó el trabajo de propaganda y agitación entre los residentes de Taskent (especialmente entre la clase trabajadora), incluso a través de Internet. Tenía un boletín samizdat "Páginas de trabajo", que se publicaba de forma irregular, aproximadamente una vez a la semana o varias veces al mes.
En la actualidad, la sede real del partido es Moscú, donde se concentra la mayoría de los activistas del partido. El Partido Comunista de Uzbekistán es miembro de pleno derecho de la Unión de Partidos Comunistas - Partido Comunista de la Unión Soviética . KPUz fue admitido en el SKP-KPSS el 12 de diciembre de 1994, en el pleno del Consejo del SKP-KPSS en Moscú. Tres representantes del partido son miembros del Consejo del SKP-CPSU, uno - la comisión de control y auditoría del SKP-KPSS. KPUz tiene vínculos amistosos con muchos partidos comunistas de las antiguas repúblicas unidas de la antigua URSS . En 2000, los delegados del partido, junto con el SKP-KPSS, participaron en el Congreso de los Pueblos de Asia Central y Rusia en Biskek . En diciembre de 2014, el primer secretario del Partido Comunista de Ucrania, Kakhraman Makhmudov, se dirigió oficialmente a los comunistas de Ucrania y personalmente a Petro Symonenko, líder del Partido Comunista de Ucrania, con palabras de apoyo y solidaridad.

## Ideología
El Partido Comunista de Uzbekistán aboga por el retorno de Uzbekistán al socialismo y el comunismo, la transformación del país en una nueva República Socialista Soviética de Uzbekistán independiente, con un sistema de partido único, economía planificada, ideología atea, y con un modelo socialista de sociedad y política del país en el espíritu de la ideología del marxismo-leninismo.